# Rookie Blue
Rookie Blue é uma série de televisão canadense do gênero policial estrelando Missy Peregrym e Gregory Smith. A série foi criada por Morwyn Brebner, Tassie Cameron e Ellen Vanstone. Em 12 de julho de 2010, quando a série tinha apenas três episódios, foi prolongada para uma segunda temporada.
Com a duração de uma hora, a série estreou em 24 de junho de 2010, no horário das 21h, simultaneamente pela Global Television Network, no Canadá, e pela ABC, nos Estados Unidos. No Brasil, estreou no Universal Channel em 3 de setembro de 2010, no horário das 22h.
O nome da série tem origem da palavra inglesa rookie, que se refere a novato e Blue, alusão à cor do uniforme da polícia do Canadá.

## Sinopse
A série retrata o início da carreira de cinco policiais que treinaram junto na academia de polícia e sabem que um mínimo erro pode causar enormes conseqüências. É protagonizada por Andy McNally (Missy Peregrym), uma policial de vinte seis anos que tem o pai como ex-policial.

## Localização
A série é filmada em Toronto, Canadá e assim como em Flashpoint, não há muitas referências de isso para quem vive fora da cidade, por mais que use o nome de ruas locais, como a King Street e Jameson Avenue, no bairro de Parkdale, que foram a localização de um chamado no episódio piloto.

## Produção e desenvolvimento
A série, uma parceria da ABC com a Canwest Broadcasting, é produzida pelo E1 Entertainment e teve seu episódio piloto escrito por Ilana Frank. Em fevereiro de 2009, a Canwest comprou treze episódios da série sob o título de Copper, que foi alterado para Rookie Blue no dia 24 de junho de 2010, quando estreou nos Estados Unidos.
A primeira atriz a ser revelada foi Missy Peregrym, no papel de Andy McNally, em 29 de junho de 2009, sendo seguida por Gregory Smith, no papel de Dov Epstein, cujo papel foi anunciado em dez de julho de 2009. Já o restante do elenco foi anunciado em vinte de julho de 2009.
A produção começou em 14 de julho de 2009 na cidade de Toronto, no Canadá e terminou em novembro de 2009, sendo que treze episódios foram produzidos. A filmagem da segunda temporada começou entre 1º de setembro de 2010 e 21 de janeiro de 2011, tendo Tassie Cameron como escritora-chefe e showrunner.

## Elenco

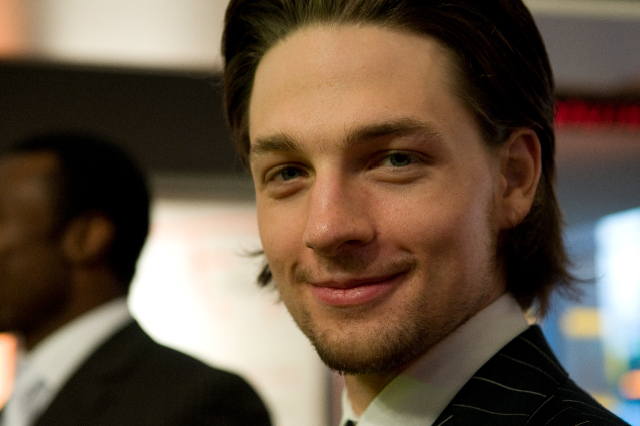
Gregory Smith, que interpreta Dov Epstein.

| Personagem   | Ator(iz)           |
| ------------ | ------------------ |
| Andy McNally | Missy Peregrym     |
| Traci Nash   | Enuka Okuma        |
| Chris Diaz   | Travis Milne       |
| Gail Peck    | Charlotte Sullivan |
| Dov Epstein  | Gregory Smith      |

## Recepção

### Audiência
A estreia da série obteve uma audiência de 1.9 milhão de pessoas e 712 mil na categoria de 18 a 49 anos, sendo 317 mil apenas em Toronto. A estreia ocupou o primeiro lugar da noite e o segundo da semana no Canadá. Foi a estreia mais vista entre as de séries da Canwest nos últimos cinco anos.
Nos Estados Unidos a estreia teve uma audiência de 7.253 milhões de espectadores e uma análise de audiência de 2.0/6 na categoria 18-49 anos, sendo que sua audiência total superou em mais de dois milhões a audiência de outra estreia da noite, Boston Med. Além disso, aumentou a audiência do horário se comparada com o programa do ano passado (20/20 Special) em 1.6 milhão de pessoas e em 18% na categoria 18-49 anos. A série se tornou a mais bem-sucedida de uma temporada de verão na ABC nos últimos seis anos.

### Crítica
Em sua 1ª temporada, Rookie Blue teve recepção mista por parte da crítica especializada. Com base de 11 avaliações profissionais, alcançou uma pontuação de 52% no Metacritic. Por votos dos usuários do site, atinge uma nota de 6.7, usada para avaliar a recepção do público.

## Distribuição internacional

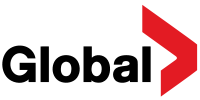
A Global Television Network possui os direitos da série no Canadá.

A série é distribuída internacionalmente pela NBC Universal Global Networks (também conhecida como Universal Networks International), que obteve o diretio de exibir a série em todos os países, com exceção do Canadá, da França, da Alemanha, e dos Estados Unidos.
| País           | Canal             | Data de estreia        | Ref    |
| -------------- | ----------------- | ---------------------- | ------ |
| Canadá         | Global            | 24 de junho de 2010    | [ 1 ]  |
| Estados Unidos | ABC               | 24 de junho de 2010    | [ 3 ]  |
| Brasil         | Universal Channel | 3 de setembro 2010     | [ 4 ]  |
| Chéquia        | Universal Channel | 3 de setembro de 2010  | [ 23 ] |
| Eslováquia     | Universal Channel | 3 de setembro de 2010  | [ 23 ] |
| Austrália      | Universal Channel | 12 de setembro de 2010 | [ 24 ] |
| Malásia        | DIVA Universal    | Setembro de 2010       | [ 25 ] |